# La Proie (Némirovsky)
Pour les articles homonymes, voir La Proie.
La Proie est un roman d'Irène Némirovsky, publié en 1938.

## Résumé
Le roman décrit le trajet d'un homme (Jean-Luc Daguerne) qui veut à tout prix arriver en société à une époque où l'argent se fait de plus en plus rare. Bien que la proie du titre puisse paraître au premier abord être la fille du banquier que Jean-Luc perd, puis les victimes successives de ses manigances politiques, Némirovsky veut faire entendre clairement que la proie véritable, quand le pouvoir oppose et exclut l'amour, c'est le prédateur lui-même.